# ザ花とゆめ
『ザ花とゆめ』（ザはなとゆめ）は、白泉社が発行する日本の少女漫画雑誌。『花とゆめ』（白泉社）の増刊。1999年8月創刊。年5回、偶数月に発行。発売日は、表示される号数の前々月（偶数月）26日ごろ。

## 概要
1999年8月26日、『花とゆめ』（白泉社）の創刊25周年記念の増刊誌として創刊。創刊号の表紙は中条比紗也が担当（当時の価格は580円）。『花とゆめ』・『別冊花とゆめ』の合同編集というスタイルを取り、両誌で活躍する漫画家の作品で構成されていた。以後、『花とゆめ』の増刊として、年3回から5回、偶数月に発行。発売日は、表示される号数の前々月26日ごろだった。2006年8月発売の9月25日号から、年5回、奇数月に発行。発売日も、号数の前月15日ごろに変更。2008年12月26日発売の2009年2月号から、再び偶数月に発行。発売日も号数の前々月（偶数月）26日に変更された。
2009年以降は主に『花とゆめ』で連載中、または連載終了した作品の後日談や番外編といった内容の読みきり作品を掲載している。また、新人作家の作品発表の場にもなっており、その数は掲載作品の半数近くを占める。全ての作品が読みきりの形式を取っているが、一部の作品はシリーズものとして掲載されている。が、これらの作品は毎号連載される訳ではなく、不定期に掲載されている。
毎号ごとにテーマを変え、それに沿った作品を掲載している。

## 掲載作品
2025年9月1日号現在。
- 野良猫と狼（ミユキ蜜蜂）：2019年9月1日号[2] -
- ゆらゆらQ（雨隠ギド）：2019年12月1日号[3] - ※読み切りから連載化[3]
- なつかないで虎くん（藍澤さつき）：2025年6月1日号[4] - ※読み切りから連載化[4]
- 多聞くん今どっち!? F/ACEオフステージ！（原作：師走ゆき、漫画：夏雲うず）：2025年9月1日号[5] -

## 過去の掲載作品
- 悪魔とドルチェ（鈴木ジュリエッタ）：2005年6月1日号 - 2008年9月25日号
- 蒼竜の側用人〜白銀の竜 編〜（千歳四季）：2019年12月1日号[3] -
- 1+1（藤崎真緒）→『別冊花とゆめ』へ移籍
- 嘘つき魔女と灰色の虹（原作：そらる、漫画：境井ラク、キャラクター原案：輝竜司）：2023年6月1日号[6] - 2025年6月1日号[7]
- お嬢様ご命令を（古都和子）：2007年7月25日号 - 2007年11月25日号
- お素敵ダーリン（藤崎真緒）
- 学校怪談24時（嵩村夜十彦）
- 学校ホテル（モリエサトシ）
- 樫木先生は私を推している!?（ソノヘンノ高橋）：2024年9月1日号[8] - 2025年3月1日号[9]
- ギュッてね？（武藤啓）
- 京は瑠璃いろ、浪漫色（松風はるか）： - 2021年12月1日号[10]
- 献血ラッシュ（天原ふおん）：2001年5月1日号 - 2003年8月1日号
- 恋はまた今度です（十鳥さる）： - 2023年3月1日号[11]
- 幸福ローン（佐藤珠美）
- 告白倶楽部（山本修世）
- 極楽スマイル（サカモトミク）
- コレットは死ぬことにした -女神編-（幸村アルト）：2022年3月1日号[12] - 2022年12月1日号[13]
- さらしあそび（トビナトウヤ）
- シェアハウス金平糖北千住（ふじもとゆうき）→『マンガPark』へ移籍[14]
- JIUJIU -獣従-（トビナトウヤ）
- シンデレラの義理姉に転生したけどふたりの王子に溺愛されています（月永遠子）：2023年3月1日号[1] - →『花とゆめ』へ移籍[15]
- スイートブラック（西形まい）
- 正義のミカタ（ミユキ蜜蜂）：2011年11月1日号 - 2012年5月1日号
- たがコンプレックス（加藤四季）
- ただいまのうた（ふじもとゆうき）
- WジュリエットII（絵夢羅）
- DUEL LOVE （日向さくら）
- ドラひよ〜異世界の竜は私のなでなでに弱いみたいです〜（千歳四季）：2023年3月1日号[1] - 2024年9月1日号[8]
- とらわれごっこ（サカモトミク）
- 忍者兄（磁ロックス）
- VS.乙女組（サカモトミク）
- 猛スピードで彼らは（山本修世）
- 白磁（モリエサトシ）
- はちみつの花（木内たつや）
- 姫君と三匹の獣（ミユキ蜜蜂）：2009年2月1日号 - 2011年2月1日号
- プリ×プリ〜姫君は王子さま〜（桐谷実紀）
- フルハウスキス（佑羽栞）
- 片翼のドロップス（sora）：2021年12月1日号[10] - 2023年6月1日号[6]
- ぼくはね。（藤原規代）
- ミサイルハッピー!（桐谷実紀）
- メリーさんのらいおん（此花高見）
- もうすこしがんばりましょう（山口舞子）
- 冷蔵庫物語（ぷろとん）

## 関連誌
- 花とゆめ
- ザ花とゆめアオハル[16]